# PSR J1719-1438 b
PSR J1719−1438 b è un pianeta extrasolare orbitante attorno alla pulsar PSR J1719-1438, situata a circa 4000 anni luce dalla Terra nella costellazione del Serpente.

## Caratteristiche
È stato scoperto il 25 marzo 2011 durante una ricerca radioastronomica chiamata High Time Resolution Survey, tramite il radiotelescopio dell'osservatorio di Parkes combinato con il telescopio Lovell. Il pianeta è un nettuniano caldo con alte temperature superficiali orbitante attorno alla pulsar in meno di 2 ore e con un semiasse maggiore di appena 600000 km. Grazie a queste temperature si può dedurre che il corpo abbia una temperatura superiore a 2200 °C escludendo l'eventuale pressione atmosferica. La massa del corpo è di circa 1,2 masse gioviane e il suo diametro è di circa 50000 km.
Il pianeta ha una composizione chimica composta prevalentemente da carbonio e ossigeno, presente maggiormente in superficie e che la proporzione di carbonio aumenti con la profondità. La sua densità è molto alta, e si pensa che a causa delle alte temperature il carbonio si cristallizzi in diamanti; per questo motivo la stampa scientifica lo ha chiamato pianeta di diamanti.